# Йохан Лайдонер
Йоган Лайдонер (ест. Johan Laidoner, 12 лютого 1884, волость Війратсі, повіт Вільяндімаа, Естонія — 13 березня 1953, м. Володимир-на-Клязьмі, Росія) — головнокомандувач Естонської армії під час війни за незалежність.

## Життєпис
Народився на хуторі Раба (ест. Raba) у волості Війратсі повіту Вільяндімаа. Був найстаршою дитиною в сім'ї Яака Лайдонера (1854—1911) і Марі Саарсен (1851—1938) — дочки господаря хутору Раба.

### В Російській армії
У 1901—1902 служив у 110-му Камському піхотному полку в Каунасі. У 1905 році закінчив Віленське піхотне юнкерське училище. Служив у 13-му лейб-гренадерському Ериванському полку. З 9 серпня 1908 поручик, через 4 роки — штабс-капітан.
У 1912 році закінчив Миколаївську академію генерального штабу по першому розряду. Командував ротою 1-го Кавказького стрілецького полку.
Учасник Першої світової війни. Нагороджений Георгіївською зброєю 4 липня 1915. Ад'ютант штабу 21-ї піхотної дивізії. Згодом заступник начальника відділу розвідки в штабі Західного фронту, підполковник (з 15 серпня 1916).

### Головнокомандувач Естонської армії
Після Лютневої революції Тимчасовий уряд почав формувати національні частини. Лайдонер очолив Естонську дивізію, яка формувалася з естонців. Після відходу німців з Північної Прибалтики — Головнокомандувач естонської армії у війні за незалежність.
Естонські дивізії брали участь у наступі Північно-Західної армії генерала Юденича на Петроград. 20 січня 1919 Лайдонеру присвоєно звання генерал-майора, а через рік — генерал-лейтенанта.

### У відставці
У 1920 році вийшов у відставку. Депутат державної ради Естонії. Очолював комісію Ліги Націй по вирішенню турецько-іракської територіальної суперечки.
У грудні 1924 року керував придушенням інспірованого агентами Комінтерну повстання. З 1925 року у відставці.

### Політична кар'єра
12 березня 1934 Лайдонер разом з Костянтином Пятсом, колишнім прем'єр-міністром Естонії, встановили військову владу, було введено надзвичайний стан. Пятс був оголошений Державним Протектором Естонії (Riigihoidja), а Лайдонер знову призначений Головнокомандувачем Естонської армії. Усі політичні партії були заборонені, введена цензура преси. Своїми діями Пятс і Лайдонер не допустили перемоги на виборах націоналістичного руху вапсів (ветеранів Визвольної війни).

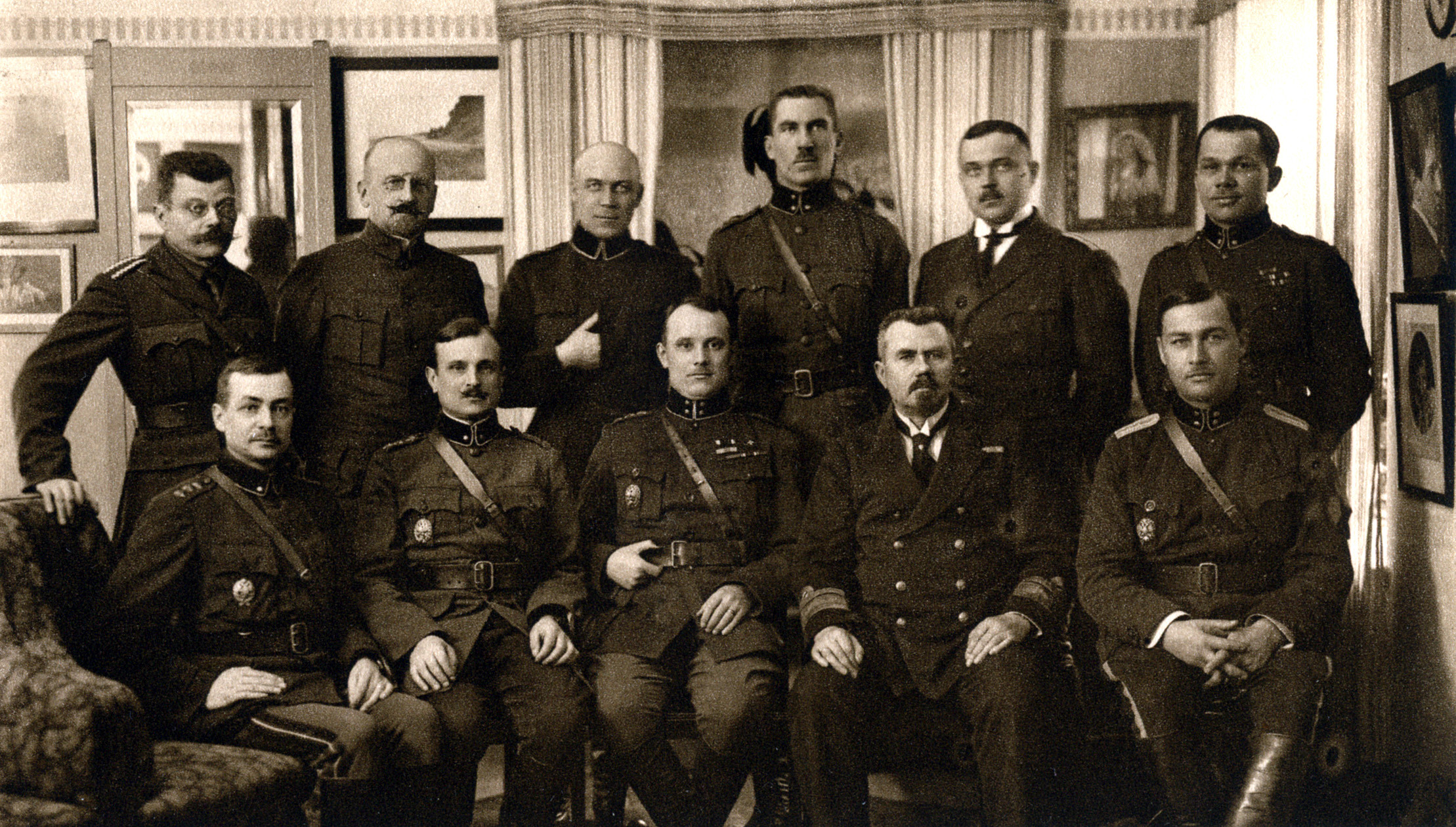
Головне командування естонської армії в 1920 році, зліва вгорі: генерал-майор Ернест Пиддер, доктор Артур Лоссманн, генерал-майор Олександр Тиніссон, полковник Карл Партс, полковник Віктор Пускар, полковник Яан Рінк. Зліва внизу: генерал-майор Андрес Ларка, генерал-майор Яан Соотс, головнокомандувач генерал-лейтенант Йохан Лайдонер, адмірал Йоган Пітка та полковник Рудольф Рейман

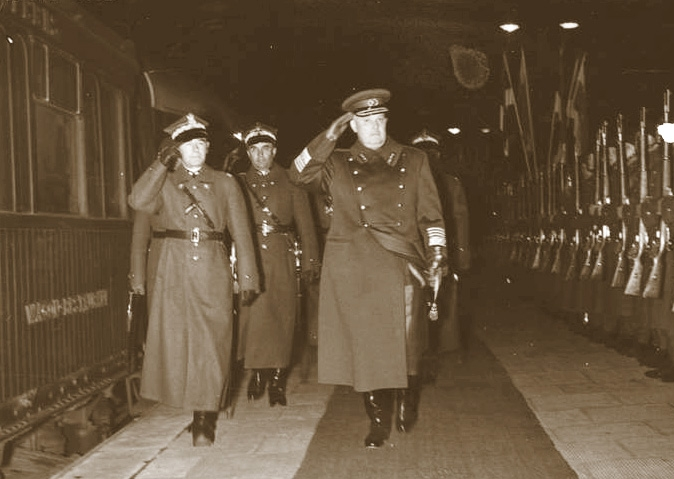
Йохан Лайдонер під час візиту до Варшави у 1939 році. Ліворуч від нього головнокомандувач Едвард Ридз-Сміглий і міністр оборони Тадеуш Каспжицький

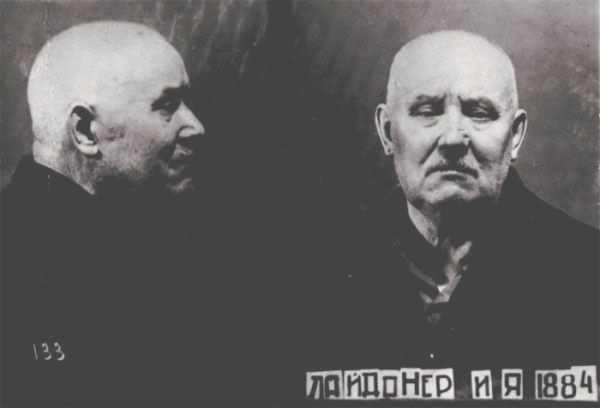
В часі арешту

### Арешт та загибель
Після окупації Естонії Радянським Союзом заарештований і депортований до Пензи в кінці липня 1940 року.
26 липня 1941 заарештований органами НКВС. Перебував у Кіровській в'язниці (слідство тривало до березня 1942, після чого було припинено «до отримання особливого розпорядження»).
У 1945—1952 роках перебував в Іванівській в'язниці; в лютому 1952 року слідство відновлене; 16 квітня 1952 засуджений особливою нарадою до 25 років тюремного ув'язнення з конфіскацією майна за «активну контрреволюційну і антирадянську діяльність». 30 квітня 1952 переведений до Владимирського централу, де помер 13 березня 1953 року.
Похований разом з померлим у тій же в'язниці представником керівництва польського Опору Яном Станіславом Янковським у безіменній могилі на Князь-Володимирському кладовищі, біля тюремної огорожі. Точне місце поховання Йохана Лайдонера невідоме; меморіальна дошка встановлена на воротах кладовища у Владимирі.

## Нагороди

### Російська імперія
- Орден Святого Станіслава
  - 3-го ступеня (10 [23] березня 1907)
  - 2-го ступеня з мечами (31 травня [13 червня] 1916)
- Орден Святої Анни
  - 3-го ступеня (19 травня [1 червня] 1912)
  - 2-го ступеня з мечами (27 лютого [12 березня] 1915)
  - 4-го ступеня з написом «За хоробрість» (7 [20] жовтня 1915 року)
- Георгіївська зброя (4 [17] липня 1915)
- Орден Святого Володимира 4-го ступеня з мечами і бантом (10 [23] вересня 1915)

### Естонія
- Хрест Свободи
  - I класу I ступеня (23 лютого 1920)
  - III класу I ступеня (18 лютого 1925)
- Орден Естонського Червоного Хреста
  - пам'ятний знак  (22 лютого 1921)
  - I ступеня I підступеня (25 листопада 1926)
- Орден Орлиного хреста 1-го ступеня з мечами (4 червня 1929)
- Орден Білої зірки на спеціальній великій стрічці (23 лютого 1938)
- Медаль «В пам'ять Визвольної війни»

### Латвія
- Військовий орден Лачплесіса
  - III ступеня (21 жовтня 1921)
  - II ступеня (22 січня 1922)
  - I ступеня (13 грудня 1923)
- Пам'ятна медаль 10-річного ювілею визвольних боїв в Латвійській Республіці (1928)
- Орден Трьох зірок I ступеня (1932)

### Польща
- Virtuti Militari, срібний хрест (12 лютого 1922)
- Орден Відродження Польщі, великий хрест (29 березня 1922)
- Орден Білого Орла (4 лютого 1938)

### Інші країни
- Орден Святого Михайла і Святого Георгія, лицар-командор (Британська імперія, вересень 1919)
- Орден Білої троянди (Фінляндія)
  - командорський хрест 1-го класу (25 травня 1920)
  - великий хрест (7 червня 1923)
- Орден Почесного легіону (Франція)
  - офіцерський хрест (4 листопада 1920)
  - командорський хрест (24 червня 1925)
- Орден Меча, командорський хрест 1-го класу (Швеція, 13 листопада 1936)
- Німецький Олімпійський знак 1-го класу (Третій Рейх, 30 січня 1937)
- Орден Вітовта Великого, великий хрест (Литва; 20 лютого 1939)